# Аску
Аску́ (фр. Ascou, окс. Ascon) — коммуна во Франции, находится в регионе Окситания. Департамент коммуны — Арьеж. Входит в состав кантона Акс-ле-Терм. Округ коммуны — Фуа.
Код INSEE коммуны — 09023.

## Население
Население коммуны на 2008 год составляло 129 человек.
| 1962 | 1968 | 1975 | 1982 | 1990 | 1999 | 2008 |
| ---- | ---- | ---- | ---- | ---- | ---- | ---- |
| 92   | 114  | 120  | 81   | 96   | 102  | 129  |

## Экономика
В 2007 году среди 83 человек в трудоспособном возрасте (15—64 лет) 62 были экономически активными, 21 — неактивными (показатель активности — 74,7 %, в 1999 году было 73,2 %). Из 62 активных работали 54 человека (28 мужчин и 26 женщин), безработных было 8 (5 мужчин и 3 женщины). Среди 21 неактивных 3 человека были учениками или студентами, 12 — пенсионерами, 6 были неактивными по другим причинам.